# Рурал-Ретрит
Рурал-Ретрит (англ. Rural Retreat) — город в округе Уит  в штате Виргиния США. По данным переписи 2020 года, численность населения составляла 1546 человек.

## Население
| 2000 | 2010  | 2020  |
| ---- | ----- | ----- |
| 1350 | ↗1483 | ↗1546 |